# 郑州警察学院
郑州警察学院，是位于中国河南省郑州市的一所公安高等院校，隶属于中华人民共和国公安部。

## 历史沿革
1948年11月，东北铁路公安学校（接收国民党东北警校资源）。1950年，创建铁路公安学校（一说「铁路公安训练班」），位于北京。1953年，与东北铁路公安学校合并，更名铁道公安干部学校，迁至沈阳。1957年，并入中央公安学院上海分院，迁至上海。
1963年，于西安复校，重建铁路公安干部学校。1966年拟筹建铁道人民警察学校于唐山。
1972年，迁往唐山，更名交通部公安学校。1974年，更名铁道部唐山公安学校。1976年，遭遇唐山大地震，校舍被毁。
1980年1月，迁往郑州，更名铁道部郑州人民警察干部学校，不久更名铁道部郑州人民警察学校。1984年，创建铁道部郑州公安干部学院，与铁道部郑州警校合署办公。1985年，铁道部郑州公安干部学院更名为铁道部郑州公安管理干部学院，仍为合署办公。
2000年，划归公安部，铁道部郑州人民警察学校更名公安部郑州铁路人民警察学校，铁道部郑州公安管理干部学院更名公安部郑州铁路公安管理干部学院。
2001年5月，两校合并，升格铁道警官高等专科学校。2013年4月，经教育部批准，更名为铁道警察学院。改革前，铁道警察学院系中国唯一一所铁路警察高等院校。铁警学院是直属中华人民共和国公安部的中央部属高校之一，是一所以培養鐵路警務人才為鐵路運輸安全服務為目的的全日制本科院校。
2023年，该校更名为郑州警察学院。

## 机构设置
- 全国铁路刑事犯罪信息中心
- 司法鉴定中心
- 铁道警务研究所
- 公共安全研究所
- 心理健康辅导中心

## 专业设置
- 侦查
- 经济犯罪侦查
- 刑事技术
- 治安管理
- 警察管理
- 信息网络安全监察

## 校园文化
郑州警察学院学制4年，向中国内地全境招生，涉及法学（文）、安全保卫（文）、侦查学（理）、治安学（文）、公共关系与文秘（文）、刑事科学技术（理）等6个专业。 学校占地580亩（其中新校区近380亩）。校舍建筑面积125000余平方米；图书馆藏书能力40万册，现有纸质图书20余万册，电子图书近20万册；拥有基础实验室、公安专业实验室和实训场馆23个，多媒体教室46个，实验仪器设备总值2500余万元。